# Pacto del olvido
El llamado «pacto del olvido» (o «pacto de silencio») designa el acuerdo informal consensuado en España por los partidos de izquierdas y derechas para evitar lidiar con el legado de la guerra civil española y de la dictadura franquista después de la muerte en 1975 de Francisco Franco. Este pacto fue un intento de dejar atrás el pasado y concentrarse en el futuro. Como ha destacado Ismael Saz, «se trataba de "olvidar" un pasado para construir un futuro en paz y democracia». El «pacto del olvido» recibió una base legal en la Ley de Amnistía de 1977, que había sido precedida por una amnistía parcial en 1976. 
El pacto sostuvo la transición a la democracia de la década de 1970 y aseguró que las cuestiones difíciles sobre el pasado reciente fueran suprimidas por temor a poner en peligro la reconciliación nacional y la restauración de las libertades. Las responsabilidades por la Guerra Civil, y por la represión que siguió, no debían recaer en ningún grupo social o político en particular. En la práctica, esto presuponía suprimir recuerdos dolorosos derivados de la división de la población posterior a la guerra civil en vencedores y vencidos.
Muchos historiadores coinciden en que el «pacto del olvido» cumplió un propósito en el momento de la transición, aunque otros lo ponen en duda. Por su parte, el hispanista Paul Preston considera que Franco tuvo tiempo de imponer su propia versión de la historia, lo que todavía impide que la España contemporánea «mire a su pasado violento reciente de una manera abierta y honesta». También se han estudiado las motivaciones y consecuencias de este pacto en términos de clase y explotación.

## Contexto histórico
Como ha señalado Ismael Saz, durante la Transición existió una «demanda social de olvido, de "echar al olvido", que se había iniciado entre las clases populares tan pronto como en abril de 1939». Se basaba en la idea del nunca más una guerra civil, lo que implicaba la reconciliación de vencedores y vencidos. Las fuerzas democráticas, tanto las que procedían del régimen como las que venían de la oposición antifranquista, asumieron que era necesario «cerrar unas heridas que venían de la Guerra Civil y del franquismo a la hora de construir una democracia. Se trataba, por tanto, de huir de una posible espiral de recriminaciones y, eventualmente, de responsabilidades que, sin duda, habría hecho poco menos que imposible el diálogo entre los distintos interlocutores». Así fue como el «echar al olvido» se extendió a la dictadura franquista, lo que se concretó en una «amnistía recíproca» (de los perseguidos por la dictadura y de sus servidores) «que convenciese a muchos terroristas de que cuanto hubieran hecho en el pasado no les iba a acarrear el complimiento de las condenas; y que convenciese también a los servidores del régimen franquista, especialmente a los vinculados a la represión, que tampoco se les iban a pedir cuentas por el pasado».
Pero, como ha advertido también Ismael Saz, el «echar al olvido» tenía un coste, «libremente asumido, perfectamente justificado, producto de la lucidez política, pero coste al fin. No abrir las heridas del pasado suponía una renuncia implícita a hacer de la memoria de la dictadura una fundamentación de la naciente democracia». «Lo que se producía era en cierto modo una paradoja: el recuerdo de un mal —la Guerra Civil— había marcado los límites por donde debía transitar la transición; pero para que ésta se llevase a término felizmente era el recuerdo de otro mal el que se eclipsaba. La democracia española nacía curada de memoria —de la Guerra Civil— pero "enferma" de olvido —del franquismo. Los eufemismos con que se empezó a hablar por entonces del anterior régimen o el anterior Jefe del Estado, que ocultaba denominaciones como dictadura o dictador, son la mejor muestra de ello».
El historiador británico Paul Preston ya había señalado que «el pacto del olvido no dejó de llevar consigo la inmensa injustica de que las víctimas que debieron silenciar sus penas durante casi cuarenta años tuvieron que seguir callándose. En ese sentido, el pacto del olvido no era un pacto entre iguales». Tras considerar, como Saz, que «el pacto del olvido fue ineludible dentro del contexto de los años setenta», Preston argumenta que uno de los «costes de la transacción» que supuso la transición a la democracia —«transacción entre varias Españas: la parte más progresista y moderada de la España franquista, la España de las víctimas de la dictadura que renunció a venganzas y ajustes de cuentas, y la inmensa tercera España que quería una normalización dentro de una Europa democrática»— fue que «los familiares de las víctimas de la dictadura, los afligidos y/o sus descendientes, no tuvieron el reconocimiento de sus sufrimientos que les permitiría finalmente lamentar sus muertos y otras pérdidas de vidas enteras… Todo esto tuvo que olvidarse durante la transición por la necesidad primordial de evitar obstaculizar con amarguras y rencillas un proceso delicadísimo».
Javier Cercas considera que el pacto que hizo posible la Transición fue en realidad un «pacto de recuerdo». «Si los políticos de la transición pudieron cumplir el pacto que ésta implicaba, renunciando a usar el pasado en el combate político, no fue porque se hubieran olvidado de él, sino porque lo recordaban muy bien: porque lo recordaban y porque decidieron que era indigno y abyecto ajustar cuentas con el pasado para tener razón a riesgo de mutilar el futuro, tal vez de volver a sumergir el país en una nueva guerra civil. Durante la transición poca gente olvidó en España, y el recuerdo de la guerra estuvo más presente que nunca en la memoria de la clase política y de la ciudadanía».

## Las críticas al «pacto del olvido»
En la última década del siglo XX se comenzó a cuestionar el «pacto del olvido» en que se había basado la transición. Dos factores influyeron en ello. El primero, que en esos años la democracia en España estaba ya consolidada, sin que sobre ella gravitara ya el riesgo del golpe de Estado militar (tras el fracaso del 23-F) ni la amenaza del terrorismo (aunque ETA siguiera asesinando). Así pues se podía abordar la memoria del franquismo sin que la democracia corriera peligro. El segundo factor, probablemente el más decisivo, fue la existencia de una «demanda social» que si durante la transición había sido de «olvido» ahora era de memoria. Cuatro razones principales explicarían, según Ismael Saz, este cambio: «la aparición de nuevas generaciones que a diferencia de las anteriores quieren saber... Son los nietos que quieren saber por qué se sufrió tanto y se desencadenó una represión sin piedad contra los vencidos y opositores, que no temen saber ya lo que hubo de correcto o incorrecto en las actitudes de sus abuelos»; la extensión de «la idea de que una cultura democrática firme y sólida, de una conciencia cívica, de una democracia de buena calidad, sólo puede descansar en el enfrentamiento abierto con un pasado que fue todo lo contrario de la democracia»; «la demanda de justicia, verdad y reparación moral, física y, a veces también material, de las víctimas y de sus sucesores»; y la «tendencia generalizada en todos los países que han experimentado a lo largo del siglo XX experiencias traumáticas» a abordar ese pasado (por ejemplo, en 1995, el mismo día en que se cumplía el 53 aniversario de la Redada del Velódromo de Invierno, el presidente de la República Francesa Jacques Chirac hizo una declaración solemne en la que reconocía la responsabilidad del régimen de Vichy, y por tanto de Francia, en el exterminio de los judíos).
La existencia de la «demanda social» de memoria se evidenció de diversas formas, entre las que destacó la fundación el año 2000 de la Asociación para la Recuperación de la Memoria Histórica que surgió de la búsqueda de un sociólogo, Emilio Silva, para localizar e identificar los restos de su abuelo, que fue asesinado por las fuerzas de Franco en 1936. Novelas como Soldados de Salamina, de Javier Cercas, o películas como Las 13 rosas, de Emilio Martínez-Lázaro, y La lengua de las mariposas, de José Luis Cuerda, trajeron también al primer plano la cuestión de la memoria histórica de la guerra civil y del franquismo. De hecho en 2006, dos tercios de los españoles estaban de acuerdo con una «nueva investigación sobre la guerra». También hubo programas de radio y de televisión sobre el tema de gran impacto, como los dedicados por la cadena SER a «los años difíciles» (recopilados en un libro publicado en 2002) o el documental Els nens perduts del franquisme ('Los niños perdidos del franquismo') de TV3 (que también dio lugar a un libro publicado en catalán y en castellano en 2002).
En cuanto a las instituciones democráticas el primer paso se dio el 20 de noviembre de 2002, vigesimoséptimo aniversario de la muerte de Franco, cuando la Comisión Constitucional del Congreso de los Diputados aprobó, con el voto favorable del Partido Popular, una declaración de condena de la dictadura franquista, reafirmando el reconocimiento moral de las víctimas de la guerra civil y la represión franquista e instando al Gobierno (entonces presidido por el popular José María Aznar) a desarrollar «una política integral de reconocimiento y de acción protectora económica y social de los exiliados de la Guerra Civil así como de los llamados niños de la guerra». Pero esta declaración fue considerada por algunos sectores sociales y políticos y por algunos historiadores como claramente insuficiente, pues no fue «un acto solemne de ruptura abierta, frontal y sin matices con el pasado franquista, único modo de que ese pasado oscuro pueda pasar», como, por ejemplo, se había hecho en Francia con el régimen de Vichy y su participación en el Holocausto.
Los críticos con la declaración afirmaron que la condena de la dictadura era «elusiva» ya que en ella se decía lo siguiente: «nadie puede sentirse legitimado, como ocurrió en el pasado, para utilizar la violencia con la finalidad de imponer sus convicciones políticas y establecer regímenes totalitarios contrarios a la libertad y a la dignidad de todos los ciudadanos, lo que merece la condena y repulsa de nuestra sociedad democrática». Un historiador se preguntaba: «¿Cuáles fueron esos regímenes totalitarios, así en plural? ¿Todos los del mundo? No parece que tan amplia perspectiva estuviera en la mente de nuestros parlamentarios. ¿Sólo los de España? Pero, entonces, ¿cuantos regímenes "totalitarios" ha habido en España?... ¿A qué viene entonces el plural? No hay duda de que sigue habiendo al respecto una fuerte prevención para llamar a las cosas por su nombre». También se criticó la equiparación que hacía entre las víctimas de la guerra civil y las víctimas de la represión franquista. «Aquí la distinción es, debería ser, crucial. Porque el rechazo de la confrontación civil, de la Guerra Civil, y de las heridas que ella abrió no es de la misma naturaleza que el de una dictadura y las heridas por ella inferidas. No deberían situarse, pues, en el mismo plano», afirmó un historiador. Por último, se criticó la falta de solemnidad de la declaración, ya que no fue hecha por el pleno del Congreso de los Diputados, sino por una comisión del mismo. En última instancia, lo que demostró la declaración fue la «existencia de una fuerte prevención a la hora de enfrentarse abiertamente y sin ambigüedades con el pasado dictatorial por parte de sectores fundamentales de la sociedad y de la clase política españolas».
En 2003 el historiador Ismael Saz proponía tres actuaciones principales para cumplir con el «deber de memoria» sobre el franquismo. La primera, la reparación moral y física de las víctimas de la represión (incluida la exhumación de las fosas de republicanos fusilados, lo mismo que se estaba haciendo con los caídos de la División Azul en territorio ruso); la segunda, desvelar las falsedades de la memoria franquista y recuperar la de la oposición antifranquista; y la tercera, eliminar o resituar la simbología del franquismo, entonces todavía muy presente en el espacio público, y contrarrestarla con una «política de simple reconocimiento a cuanto hicieron los españoles de a pie, en su vida cotidiana y, también, en la lucha por los derechos y libertades más elementales. ¿Dónde están los monumentos dedicados al exilio, al emigrante, a los presos del franquismo, a los muertos por las fuerzas de orden público en Granada, Madrid, El Ferrol, Barcelona...?».
En 2007, a instancias del gobierno socialista presidido José Luis Rodríguez Zapatero, las Cortes aprobaron la Ley de Memoria Histórica. Además de otras medidas, esta ley rechazó la legitimidad de las leyes aprobadas y los juicios realizados por el régimen franquista, derogó varias leyes de ese periodo y ordenó la eliminación de los símbolos restantes del franquismo de los edificios públicos.
La Ley de Memoria Histórica fue criticada por algunos partidarios de la izquierda por no profundizar más y por ciertos partidarios de la derecha que argumentan, por ejemplo, que era una forma de «venganza». El Partido Popular venció en las elecciones generales de España de 2011, pero no cumplió la promesa electoral de derogar esta ley; sin embargo, cerró la Oficina de Víctimas de la Guerra Civil y la Dictadura, encargada de coordinar las exhumaciones de los restos de los desaparecidos, y suprimió las partidas presupuestarias correspondientes. Pese a que el gobierno de Mariano Rajoy no estaba dispuesto a gastar dinero público en exhumaciones en España, bajo su mandato se apoyó y costeó la repatriación de los restos de los soldados españoles que lucharon en la División Azul a favor de la Alemania nazi en la Segunda Guerra Mundial.

### Implicaciones judiciales
En 2010 hubo una controversia judicial relacionada con la Ley de Amnistía Española de 1977. El juez español Baltasar Garzón cuestionó el Pacto del Olvido al decir que quienes cometieron crímenes de lesa humanidad durante el régimen de Franco no están sujetos a la ley de amnistía ni a los estatutos de limitación. Los familiares de los que fueron ejecutados o desaparecieron durante el régimen de Franco exigieron justicia para sus seres queridos. Algunos de los que fueron asesinados y enterrados en fosas comunes durante el régimen de Franco fueron maestros, granjeros, dueños de tiendas, mujeres que no se casaron en la iglesia y otros a los que el azar situó en el lado perdedor de la guerra. Sin embargo, el Tribunal Supremo español impugnó las investigaciones de Garzón. Investigaron al juez por presunto abuso de poder, violando deliberadamente la ley de amnistía, luego de una denuncia de Miguel Bernad, secretario general de un grupo de extrema derecha en España llamado Manos Limpias. Bernad había criticado a Garzón diciendo:

[Garzón] no puede procesar al franquismo. Ya es historia, y solo los historiadores pueden juzgar ese período. Él usa la justicia para su propio ego. Pensó que, al perseguir al franquismo, podría convertirse en el jefe de la Corte Penal Internacional e incluso ganar el Premio Nobel de la Paz.

Aunque Garzón finalmente fue absuelto de abuso de poder en este caso, el poder judicial español confirmó la Ley de Amnistía y suspendió sus investigaciones sobre crímenes franquistas.

### Implicaciones internacionales
La Organización de las Naciones Unidas ha instado reiteradamente a España a derogar la ley de amnistía, por ejemplo en 2012, 2013, 2015 y 2017. Esto se debe a que, según el derecho internacional, las amnistías no se aplican a los crímenes contra la humanidad. Según el Pacto Internacional de Derechos Civiles y Políticos, en su artículo 7, "nadie será sometido a tortura ni a penas o tratos crueles, inhumanos o degradantes". Además, el juez Garzón había llamado la atención sobre el artículo 15, que no admite excepciones políticas para castigar a las personas por actos delictivos. Se ha argumentado que durante la era de Franco, o al menos los del período de la Guerra Civil, estos crímenes aún no eran ilegales. Esto se debe a que el derecho internacional sobre los crímenes contra la humanidad se desarrolló a raíz de la Segunda Guerra Mundial y para los crímenes anteriores a ese período se aplica el principio de nulla poena sine lege.
La jueza argentina María Romilda Servini está investigando crímenes de la dictadura franquista bajo el principio del derecho internacional de justicia universal.